# Martinez (Califòrnia)
Martinez és una ciutat dels Estats Units a l'estat de Califòrnia. Segons el cens del 2000, Martinez tenia 35.866 habitants, 14.300 habitatges, i 9.209 famílies. La densitat de població era de 1.130,4 habitants/km².
Dels 14.300 habitatges en un 30% hi vivien nens de menys de 18 anys, en un 49,4% hi vivien parelles casades, en un 11% dones solteres, i en un 35,6% no eren unitats familiars. En el 27,4% dels habitatges hi vivien persones soles el 6,9% de les quals corresponia a persones de 65 anys o més que vivien soles. El nombre mitjà de persones vivint en cada habitatge era de 2,41 i el nombre mitjà de persones que vivien en cada família era de 2,96.
Per edats la població es repartia de la següent manera: un 22,7% tenia menys de 18 anys, un 7,3% entre 18 i 24, un 32,6% entre 25 i 44, un 27,3% de 45 a 60 i un 10,1% 65 anys o més.
L'edat mediana era de 39 anys. Per cada 100 dones de 18 o més anys hi havia 96 homes.
La renda mediana per habitatge era de 63.010 $ i la renda mediana per família de 77.411 $. Els homes tenien una renda mediana de 52.135 $ mentre que les dones 40.714 $. La renda per capita de la població era de 29.701 $. Entorn del 3,2% de les famílies i el 5,2% de la població estaven per davall del llindar de pobresa.

## Poblacions properes
El següent diagrama mostra les poblacions més properes.